# Albrecht Schönherr

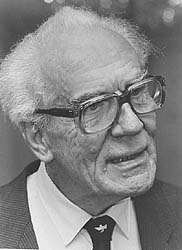
Albrecht Schönherr (1993)

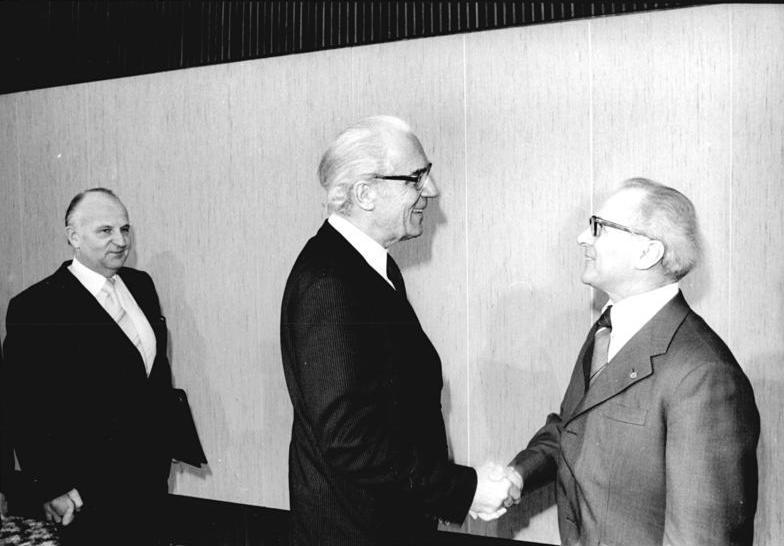
Erich Honecker ontmoet Bischof Albrecht Schönherr, de voorzitter van de Conferentie van de Evangelische Kerkleidingen in de DDR (1978)

Albrecht Friedrich Schönherr (Kietrz, Silezië 11 september 1911 - Potsdam 9 maart 2009), was een (Oost-)Duitse theoloog en kerkleider.

## Biografie
Albrecht Schönherr studeerde van 1929 tot 1933 evangelische theologie in Tübingen en Berlijn. Aansluitend was hij vicaris (Vikar) in Potsdam (1934). Sinds 1934 engageerde hij zich voor de anti-nazistische Bekennende Kirche en in 1935 volgde hij lessen aan het door Dietrich Bonhoeffer geleide predikantenseminarie te Finkenwalde. In 1936 werd hij als predikant beroepen in Greifswald en in 1937 in Brüssow. Van 1940 tot 1945 had hij dienst in de Wehrmacht en na de oorlog was hij enige tijd Brits krijgsgevangene. 
In 1946 werd Schönherr superintendent van Kirchenkreis Brandenburg an der Havel. In 1951 was hij oprichter en tot 1962 directeur van het predikantenseminarie Brandenburg. Van 1949 tot 1999 was hij deken van het Domstift Brandenburg. In 1958 was hij medeoprichter van de Weissenseer Arbeitskreis, een groep theologen die voorstander waren van een dialoog met de communistische overheid. In november 1962 werd hij algemeen superintendent van het nieuw gestichte Kirchenkreis Eberswalde. Van 1967 tot 1972 nam hij het bisschopsambt voor de Evangelische Kerk in Berlijn-Brandenburg waar namens bisschop Kurt Scharf, die noodgedwongen in West-Berlijn resideerde omdat de regering van de DDR voor hem een inreisverbod had ingesteld. 
Van 1969 tot 1981 was Schönherr voorzitter van de Bond van Evangelische Kerken in de DDR. De Bond (BEK) werd in 1968 gesticht nadat de Oost-Duitse overheid alle grensoverschrijdende en al-Duitse organisaties verbood. Van 1972 tot 1981 was hij bisschop van de oostelijke regio van de Evangelische Kerk van Berlijn-Brandenburg. Daarnaast was hij voorzitter van de Conferentie van de Evangelische Kerkleidingen van de DDR.
Politiek-theologisch was Schönherr een voorstander van het concept "Kerk in het socialisme", dat hij zelf ook verder ontwikkelde. Schönherr wees een kerkelijk conflict met staat van de hand en geloofde dat de Kerk haar eigen moest kunnen gaan binnen de socialistische staat. Op 6 maart 1978 had een delegatie van de BEK onder leiding van Schönherr een gesprek met de voorzitter van de Staatsraad, Erich Honecker. Dit gesprek markeerde het begin van een ontspannen relatie tussen kerk en staat.
Albrecht Schönherr ging in 1981 met emeritaat. 

## Privé
Albrecht Schönherr was getrouwd (tweede huwelijk) met de theologe Annemarie Schmidt. Zijn zoon uit een eerder huwelijk, Dieter (*1947) was van 1981 tot 2010 cantor en muziekdocent aan toenmalige Hoofdseminarie in Potsdam-Hermannswerder en nadien aan het evangelisch gymnasium aldaar.